# Les jours courent

Les jours courent (en russe Дни бегут) est une composition d'Alexandre Nikolaïevitch Vertinski (en russe Алекса́ндр Никола́евич Верти́нский). Il a une place à part dans la chanson populaire russe. On le surnomme « le pierrot russe ».
Cette chanson-ci date de 1932. Elle fut composée durant son séjour parisien, souvent considéré comme sa période de création la plus intense. 

## Référence
1. ↑  Sa vie à Paris (en russe).